# Club Deportivo Agoncillo
Maillots
Le Club Deportivo Agoncillo est un club de football espagnol basé à Agoncillo.

## Saisons
| Primera División   | 0  |
| Segunda División   | 0  |
| Segunda División B | 0  |
| Tercera División   | 19 |